# Santo Antônio do Leste
Santo Antônio do Leste är en kommun i Brasilien.   Den ligger i delstaten Mato Grosso, i den centrala delen av landet, 600 km väster om huvudstaden Brasília. Antalet invånare är 3 757.
Omgivningarna runt Santo Antônio do Leste är huvudsakligen savann. Trakten runt Santo Antônio do Leste är nära nog obefolkad, med mindre än två invånare per kvadratkilometer.